# Dendropsophus padreluna
Espèce
Synonymes
- Hyla padreluna Kaplan & Ruiz-Carranza, 1997

Statut de conservation UICN

 LC  : Préoccupation mineure
Dendropsophus padreluna est une espèce d'amphibiens de la famille des Hylidae.

## Répartition
Cette espèce est endémique de Colombie. Elle se rencontre de 2 000 à 2 060 m d'altitude à Albán dans le département de Cundinamarca,.

## Étymologie
Son nom d'espèce lui a été donné en référence à son lieu de découverte, El Gran Cuidadano Padre Luna.

## Publication originale
- Kaplan & Ruiz-Carranza, 1997 : Two New Species of Hyla from the Andes of Central Colombia and Their Relationships to Other Small Andean Hyla. Journal of Herpetology, vol. 31, no 2, p. 230-244.